# Sphaerodactylus rosaurae
Espèce
Statut de conservation UICN

 LC  : Préoccupation mineure
Sphaerodactylus rosaurae est une espèce de geckos de la famille des Sphaerodactylidae.

## Répartition
Cette espèce est endémique du département des Islas de la Bahía au Honduras.

## Publication originale
- Parker, 1940 : Undescribed Anatomical Structures and new Species of Reptiles and Amphibians. The Annals and Magazine of Natural History, ser. 11, vol. 5, p. 257-274.